# ソロモン・キング
ソロモン・キング（Solomon King、1985年3月8日 - ）は、ニュージーランド出身のラグビー選手。

## プロフィール
- ポジションはフランカー(FL)。
- 身長 189cm、体重 104kg
- ニックネームはソリ。
- 7人制ニュージーランド代表に選ばれたことがある[2]。

## 略歴
タゥポヌイアトゥアカレッジ、ノースハーバーを経て、2013年、コカ・コーラウエストレッドスパークス（現・コカ・コーラレッドスパークス）に加入。同年8月31日に行われたジャパンラグビートップリーグ1stステージ第1節のリコーブラックラムズ戦に先発出場で日本での公式戦初出場を果たす。
2020年、コカ・コーラレッドスパークスを退団した。